# Tomas Alberio
Tomas Alberio (né le 31 mars 1989 à Bussolengo, dans la province de Vérone) est un coureur cycliste italien.

## Biographie
Il met un terme à sa carrière en début d'année 2013.

## Palmarès sur route

### Par année
- 2007
  - Gran Premio Sportivi di Sovilla
  - Gran Premio dell'Arno
  - 3e du Trofeo Emilio Paganessi
  - 3e du Tour d'Istrie
- 2008
  - Circuito Molinese
- 2009
  - Trophée Edil C
  - 1re étape du Tour de la Vallée d'Aoste (contre-la-montre par équipe)
  - Gran Premio Ezio Del Rosso
  - 2e du Mémorial Angelo Fumagalli
  - 2e de l'Astico-Brenta
  - 3e du Grand Prix de Poggiana
- 2010
  - Piccola Sanremo
  - Mémorial Danilo Furlan
  - Grand Prix Industrie del Marmo
  - Tour de Rio de Janeiro :
    - Classement général
    - 1re et 2e étapes

  - 3e du Gran Premio Palio del Recioto

## Classements mondiaux
| Année            | 2009 | 2010 |
| ---------------- | ---- | ---- |
| UCI America Tour |      | 28e  |
| UCI Europe Tour  | 349e | 221e |

## Palmarès sur piste

### Championnats d'Europe
- Cottbus 2007
  -  Médaillé de bronze de l'américaine juniors (avec Elia Viviani)
- Pruszkow 2008
  -  Champion d'Europe de l'américaine espoirs (avec Elia Viviani)

### Championnats nationaux
- 2006
  -  Champion d'Italie de l'américaine juniors (avec Elia Viviani)
  -  Champion d'Italie de vitesse par équipes juniors (avec Elia Viviani et Marco Benfatto)
- 2011
  - 2e du championnat d'Italie de course derrière derny
  - 3e du championnat d'Italie de course aux points